# Ngựa Georgian Grande
Ngựa Grande Gruzia là một giống ngựa mới được phát triển từ việc lai ngựa yên với ngựa Friesian và các giống ngựa kéo. Mục đích của việc nhân giống là tạo ra một giống ngựa giống như ngựa yên, bổ sung thêm những phẩm chất tốt nhất của các giống nặng hơn. Một mục tiêu của cơ quan đăng ký giống là tái tạo một loại Saddlebred mang tính lịch sử, vốn đã được phổ biến trước thế kỷ 20, nhưng điều đó đã ít được nhấn mạnh trong thời hiện đại.

## Lịch sử
Những nỗ lực đầu tiên để tạo ra một giống ngựa yên nặng hơn, mới hơn được tạo ra vào những năm 1970 bởi George Wagner Jr, tại Piketon, Ohio. Tham vọng của ông là tái tạo một giống ngựa cổ xưa, chắc chắn hơn đó là ngựa yên của thời đại cũ hơn, được sử dụng với vai trò kỵ binh trong cuộc nội chiến Mỹ. Ông coi đây là kiểu ngựa yên ban đầu thay vì loại hiện đại, vốn nhẹ hơn.
Sự sinh sản ngựa theo ý của Wagner đã thành công trong việc tạo ra những con ngựa thuộc tính mà ông mong muốn, và giống ngựa này được đặt theo tên ông là "con ngựa vĩ đại của George". Hiệp hội giống ngựa Quốc tế Gruzia Grande Horse Registry được thành lập năm 1994, và sau đó được chấp nhận là thành viên thuộc Liên đoàn Huấn luyện Các giống Ngựa Hoa Kỳ và Hội đồng Giống ngựa Hoa Kỳ.